# Priez
 Priez  là một xã ở tỉnh Aisne, vùng Hauts-de-France thuộc miền bắc nước Pháp.